# Spartak Primorié Vladivostok
Maillots
Le Spartak Primorie Vladivostok est un club russe de basket-ball issu du kraï du Primorié (la salle se situe à Vladivostok). Le club évolue en Superligue de Russie, la deuxième division russe.

## Palmarès
- Champion de Superligue B (2e division) : 2005

## Entraîneurs successifs
- Depuis ? : Sergueï Babkov